# Pirapitingui
Pirapitingui é um bairro e foi um distrito do município brasileiro de Itu, que integra a Região Metropolitana de Sorocaba, no interior do estado de São Paulo.

## História

### Origem
O povoado de Pirapitingui se desenvolveu inicialmente ao redor da estação ferroviária, inaugurada pela Estrada de Ferro Sorocabana em 04/07/1897.
Na década de 1930 foi criado o Hospital Dr. Francisco Ribeiro Arantes, também conhecido como colônia-asilo de Pirapitingui, para portadores de hanseníase.
Depois de muito tempo o bairro começou a se desenvolver no entorno deste hospital, ganhando grande impulso a partir da década de 80, pelo fato de estar próximo a Zona Industrial de Sorocaba e de rodovias importantes. Em seu entorno surgiram vários loteamentos e condomínios fechados e de chácaras, e atualmente é considerada a região mais populosa da cidade.

### Formação administrativa
- Distrito criado pelo Decreto-Lei n° 14.334 de 30/11/1944, com sede no povoado de Pirapitingui mais terras do distrito sede de Itu[6].
- Pela Lei Ordinária nº 3.528 de 20/10/1993 foi suprimido na sua totalidade o distrito do Pirapitingui[7].

### Pedidos de emancipação
Quando ainda era distrito, tentou a emancipação político-administrativa e ser elevado à município, através de processo que deu entrada na Assembléia Legislativa do Estado de São Paulo no ano de 1993, mas como não atendia os requisitos necessários exigidos por lei para tal finalidade, o processo foi arquivado.

## Geografia

### Demografia

#### População urbana
| Crescimento população urbana | Crescimento população urbana | Crescimento população urbana | Crescimento população urbana |
| Censo                        | Pop.                         |                              | %±                           |
| ---------------------------- | ---------------------------- | ---------------------------- | ---------------------------- |
| 1950                         | 77                           |                              | —                            |
| 1960                         | 79                           |                              | 2,6%                         |
| 1970                         | 48                           |                              | −39,2%                       |
| 1980                         | 907                          |                              | 1 789,6%                     |
| 1991                         | 7 784                        |                              | 758,2%                       |
| Fonte: IBGE e Fundação SEADE |                              |                              |                              |

#### População total
Sua população atual é estimada em 30 mil habitantes.

### Bairros
- Alpes I
- Alpes II
- Cidade Nova I
- Cidade Nova II
- Jardim Novo Mundo
- Jardim Europa
- Jardim União
- Loteamento Eldorado
- Penha de França
- Portal do Éden
- Quintas das Laranjeiras
- Vale das Brisas
- Varejão
- Vila Martins
- Vila da Paz
- Vila Vivenda

### Localização
Localiza-se na Zona Sul da cidade, próximo da divisa com a cidade de Sorocaba.

### Rodovias

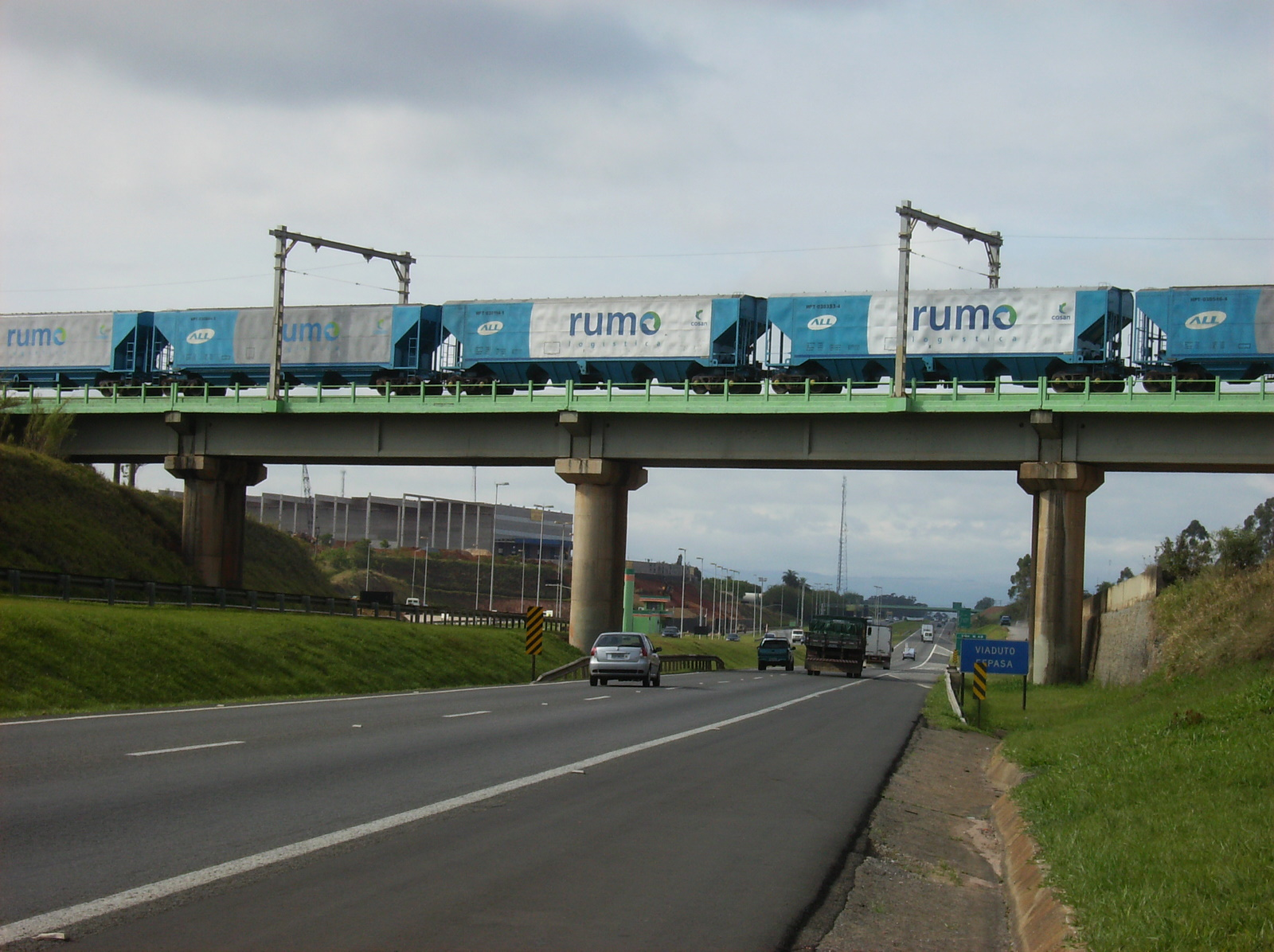
Trecho da SP-75 em Pirapitingui.

Os principais acessos à Pirapitingui são:
- Rodovia Deputado Archimedes Lammoglia (SP-75)
- Rodovia Waldomiro Correia de Camargo (SP-79)
- Rodovia Castelo Branco (SP-280)

### Ferrovias

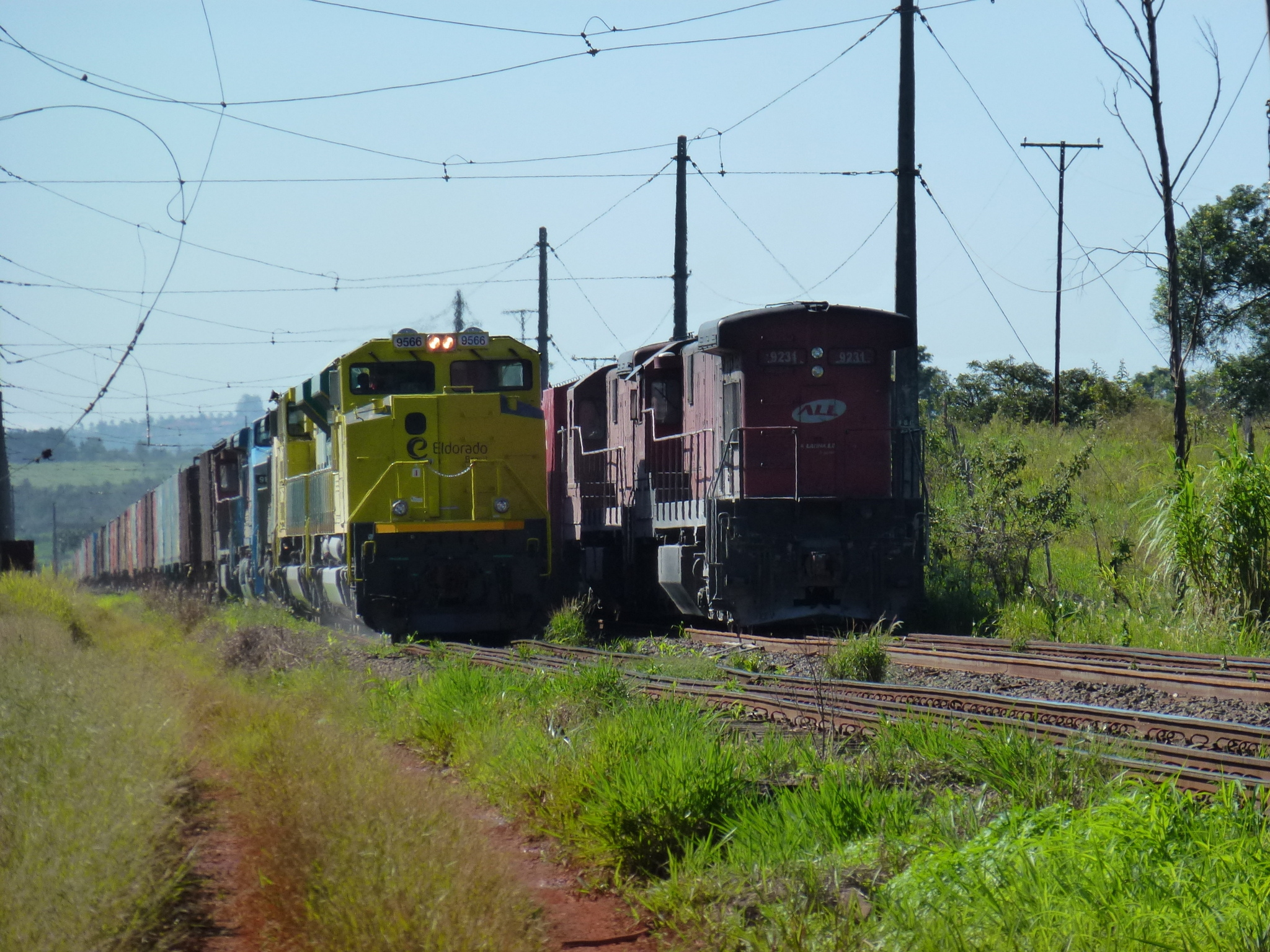
Pátio Pirapitingui.

Pátio Pirapitingui (ZXP) da Variante Boa Vista-Guaianã, sendo a ferrovia operada atualmente pela Rumo Malha Paulista.

## Serviços públicos

### Registro civil
Atualmente é feito no próprio bairro, pois o Cartório de Registro Civil das Pessoas Naturais ainda continua ativo.

### Transportes
Na região existe um Terminal Urbano que se localiza às margens da rodovia Waldomiro Correia de Camargo (SP-79) que contam com 17 linhas, sendo 9 Locais, 4 que ligam a região central da cidade e 4 linhas metropolitanas que atendem os municípios de Mairinque, São Roque e Araçariguama. 
Linhas municipais:
- 45 - Alberto Gomes
- 46 - JD. Novo Mundo / JD. Europa
- 47 - Extra Hipermercados
- 48 - Varejão
- 50 - Vila da Paz
- 51 - Vila Martins / Portal do Eden
- 52 - Mato Dentro
- 56 - Parque Maeda
- 63 - Loteamento Eldorado
- 75 - Centro via SP-79 / Centro via Rodovia do Açúcar

Linhas metropolitanas:
- 6225 - Outlet Dona Catarina
- 6225DV1 - Road Shopping
- 6225EX1 - Araçariguama
- 6226 - Mairinque (Bairro São José)

E também há uma linha rodoviária que faz Itu x São Paulo através da Viação Vale do Tietê.

### Saneamento
O serviço de abastecimento de água é feito pela Companhia Ituana de Saneamento (CIS).

### Energia
A responsável pelo abastecimento de energia elétrica é a CPFL Piratininga, distribuidora do grupo CPFL Energia.

### Telecomunicações
O bairro era atendido pela Telecomunicações de São Paulo (TELESP), que inaugurou a central telefônica utilizada até os dias atuais. Em 1998 esta empresa foi vendida para a Telefônica, que em 2012 adotou a marca Vivo para suas operações.

## Religião
O Cristianismo se faz presente no bairro da seguinte forma:

### Igreja Católica
- A igreja faz parte da Diocese de Jundiaí[18].

### Igrejas Evangélicas
- Assembleia de Deus - O bairro possui congregação da Assembleia de Deus Ministério do Belém, vinculada ao Campo de Sorocaba. Por essa igreja, através de um início simples, mas sob a benção de Deus, a mensagem pentecostal chegou ao Brasil. Esta mensagem originada nos céus alcançou milhares de pessoas em todo o país, fazendo da Assembleia de Deus a maior igreja evangélica do Brasil[19][20].
- Congregação Cristã no Brasil[21].